# 1991-es sprint úszó-Európa-bajnokság
Az 1991-es sprint úszó-Európa-bajnokságot december 6. és december 8. között rendezték Gelsenkirchenben, Németországban. Csak 50 m-es távon voltak versenyek, kivéve a vegyesúszást, amelyen 100 méter volt a táv. Összesen 20 versenyszám volt.
Ebből a versenyből alakult ki a rövid pályás úszó-Európa-bajnokság. 1996-ban bővítették a programot hosszabb versenyszámokkal, ekkortól rendezik „rövid pályás” néve az eseményt.

## Éremtáblázat
(A táblázatban a rendező nemzet eltérő háttérszínnel kiemelve.)
| Helyezés | Nemzet         | Arany | Ezüst | Bronz | Összesen |
| 1.       | Németország    | 7     | 7     | 5     | 19       |
| 2.       | Szovjetunió    | 3     | 2     | 2     | 7        |
| 3.       | Svédország     | 2     | 1     | 2     | 5        |
| 4.       | Hollandia      | 1     | 2     | 0     | 3        |
| 5.       | Finnország     | 1     | 0     | 0     | 1        |
| 6.       | Olaszország    | 0     | 2     | 2     | 4        |
| 7.       | Nagy-Britannia | 0     | 0     | 2     | 2        |
| 8.       | Észtország     | 0     | 0     | 1     | 1        |
| Összesen | Összesen       | 14    | 14    | 14    | 42       |

## Érmesek

### Férfi
| Versenyszám              | Arany                         | Arany   | Ezüst                         | Ezüst   | Bronz                           | Bronz   |
| ------------------------ | ----------------------------- | ------- | ----------------------------- | ------- | ------------------------------- | ------- |
| 50 m-es gyorsúszás       | Alexander Popov · Szovjetunió | 22,16   | Silko Günzel · Németország    | 22,25   | Joakim Holmqvist · Svédország   | 22,32   |
| 50 m-es hátúszás         | Jani Sievinen · Finnország    | 25,18   | Vladimir Selkov · Szovjetunió | 25,68   | Jens Bünger · Németország       | 25,83   |
| 50 m-es mellúszás        | Vassily Ivanov · Szovjetunió  | 27,38   | Ron Dekker · Hollandia        | 27,42   | Gianni Minervini · Olaszország  | 27,51   |
| 50 m-es pillangóúszás    | Jan Karlsson · Svédország     | 24,32   | Nils Rudolph · Németország    | 24,46   | Vladislav Kulikov · Szovjetunió | 24,54   |
| 100 m-es vegyesúszás     | Josef Hladký · Németország    | 55,28   | Ron Dekker · Hollandia        | 55,45   | Indrek Sei · Észtország         | 55,83   |
| 4 × 50 m-es gyorsváltó   | Németország                   | 1:28,27 | Szovjetunió                   | 1:29,39 | Nagy-Britannia                  | 1:31,58 |
| 4 × 50 m-es vegyes váltó | Szovjetunió                   | 1:38,87 | Németország                   | 1:39,05 | Olaszország                     | 1:39,84 |

### Női
| Versenyszám              | Arany                        | Arany   | Ezüst                        | Ezüst   | Bronz                            | Bronz   |
| ------------------------ | ---------------------------- | ------- | ---------------------------- | ------- | -------------------------------- | ------- |
| 50 m-es gyorsúszás       | Simone Osygus · Németország  | 25,04   | Daniela Hunger · Németország | 25,49   | Louise Karlsson · Svédország     | 25,76   |
| 50 m-es hátúszás         | Sandra Völker · Németország  | 28,59   | Anja Eichhorst · Németország | 28,77   | Andrea Kutz · Németország        | 29,12   |
| 50 m-es mellúszás        | Peggy Hartung · Németország  | 31,61   | Sylvia Gerasch · Németország | 31,87   | Jana Dorriës · Németország       | 32,25   |
| 50 m-es pillangóúszás    | Inge de Bruijn · Hollandia   | 27,25   | Louise Karlsson · Svédország | 27,63   | Christiane Sievert · Németország | 28,02   |
| 100 m-es vegyesúszás     | Louise Karlsson · Svédország | 1:01,61 | Daniela Hunger · Németország | 1:02,23 | Marion Zoller · Németország      | 1:02,36 |
| 4 × 50 m-es gyorsváltó   | Németország                  | 1:41,30 | Olaszország                  | 1:44,26 | Szovjetunió                      | 1:44,73 |
| 4 × 50 m-es vegyes váltó | Németország                  | 1:53,13 | Olaszország                  | 1:55,84 | Nagy-Britannia                   | 1:56,19 |